# Jean Etcheberry
Jean Etcheberry   (Bocau, 27 d'agost de 1901 - Les Côtes-d'Arey, 5 de febrer de 1982) va ser un jugador de rugbi a 15 d'Iparralde que va competir entre les dècades de 1910 i 1930.
El 1924 va ser seleccionat per jugar amb la selecció de França de rugbi a 15 que va prendre part en els Jocs Olímpics de París, on guanyà la medalla de plata.
Pel que fa a clubs, jugà al Boucau Tarnos stade (1914-1921), al SA Rochefort (1921-1923), US Cognac (1923-1924) i al CS Vienne (1924-1935). Entre 1923 i 1927 jugà 16 partits amb la selecció francesa. Un cop retirat exercí d'entrenador i el 1937 guanyà la lliga francesa amb el CS Vienne.